# Эрхарт (спутник)
Эрхарт — минилуна Сатурна, иногда называемая «пропеллером Транс-Энке». Радиус луны составляет менее 1 000 м, она движется по орбите 133 798 км от центра Сатурна, во внешней части кольца А, снаружи от деления Энке (отсюда и название «Транс-Энке»).
Луна названа в честь американского авиатора Амелии Эрхарт.